# بيت بن مثنى

تعديل مصدري - تعديل

بيت بن مثنى هي إحدى قرى عزلة القارة بمديرية رصد التابعة لمحافظة أبين، بلغ تعداد سكانها 69 نسمة حسب تعداد اليمن لعام 2004.